# Valentin Petrovich Glushko
Valentin Petrovich Glushko (tiếng Nga: Валенти́н Петро́вич Глушко́, Valentin Petrovich Glushko; tiếng Ukraina: Валентин Петрович Глушко, Valentyn Petrovych Hlushko; sinh ngày 2/09/1908 – 10/1/1989), là kỹ sư và nhà thiết kế tên lửa Liên Xô và có đóng góp trong giai đoạn Liên Xô-Hoa Kỳ chạy đua vào không gian.

## Tiểu sử
Khi mới chỉ mười bốn tuổi, cậu bé Valentin Glushko đã bày tỏ niềm yêu thích với ngành hàng không sau khi được đọc tiểu thuyết của Jules Verne. Glushko là người đã từng gửi thư cho Konstantin Tsiolkovsky vào năm 1923. Ông theo học nghề chế tạo thép tấm tại trường nghề ở Odessa. Sau khi tốt nghiệp, ông trở thành nhân viên tập sự tại nhà máy lắp ráp thủy lực. Ban đầu ông được đào tạo để trở thành thợ lắp máy, sau đó được chuyển sang vận hành máy tiện.
Trong suốt quãng thời gian ở Odessa, Glushko đã thực hiện các thí nghiệm với chất nổ từ những quả đạn pháo sót lại sau khi quân Bạch vệ rút lui. performed experiments with explosives. Từ năm 1924-1925, ông đã viết các bài báo liên quan đến việc khám phá Mặt trăng, cũng như sử dụng các động cơ do Tsiolkovsky đề xuất cho chuyến bay vào vũ trụ.
Ông sau đó vào học tại Đại học tổng hợp Leningrad, nơi ông theo học vật lý và toán học, nhưng ông sớm nhận thấy mình không quan tâm đến các chương trình học tại đây. Ông đã bỏ học trước khi tốt nghiệp vào tháng 4 năm 1929. Từ năm 1929-1930, ông nghiên cứu tên lửa tại Phòng thí nghiệm Động lực học chất khí. Tại đây Glushko đã nghiên cứu động cơ điện và động cơ đẩy nhiên liệu lỏng. Ông trở thành thành viên của GIRD (Nhóm nghiên cứu Hệ thống đẩy tên lửa), được thành lập tại Leningrad vào năm 1931.
Vào ngày 23/3/1938 ông trở thành mục tiêu trong cuộc Đại thanh trừng của Stalin và bị NKVD bắt giữ, và giam tại nhà tù Butyrka. 15/8/1939, ông bị kết án tám năm tù giam, tuy nhiên, ông vẫn được phép tham gia một vài dự án nghiên cứu chế tạo máy bay cùng với các nhà khoa học bị bắt giữ khác. Vào năm 1941 ông đã được giao nhiệm vụ đứng đầu phòng thiết kế động cơ tên lửa nhiên liệu lỏng. Sau cùng, ông được thả vào năm 1944. Năm 1944, Sergei Korolev và Glushko đã thiết kế động cơ tên lửa RD-1KhZ, thử nghiệm trên máy bay La-7 của Lavochkin để bảo vệ thủ đô khỏi các cuộc không kích tầm cao của không quân phát xít Đức Luftwaffe.
Vào cuối Thế chiến thứ hai, Glushko được cử đến Đức và Đông Âu để nghiên cứu chương trình tên lửa của Đức. Ông tham gia Chiến dịch Backfire với tư cách là Đại tá Glushko. Năm 1946, ông trở thành nhà thiết kế chính của phòng thiết kế OKB 456 của riêng mình, và giữ chức vụ này cho đến năm 1974. Phòng thiết kế OKB 456 sau này đóng một vai trò quan trọng trong việc phát triển động cơ tên lửa ở Liên Xô.
Phòng thiết kế OKB 456 (sau này là NPO Energomash) của Glushko về sau đã thiết kế động cơ RD-101 có lực đẩy 35 tấn (340 kN) được sử dụng trong tên lửa R-2, động cơ đẩy RD-110 có lực đẩy 120 tấn (1.180 kN) được sử dụng trong tên lửa đẩy R-3, và RD-103 có lực đẩy 44 tấn (430 kN) được sử dụng trên tên lửa đẩy R-5 Pobeda (SS-3 Shyster). Các tên lửa đẩy R-7 "Semyorka" được trang bị bốn động cơ RD-107 và một động cơ RD-108. Năm 1954, Glushko thiết kế động cơ cho tên lửa R-12 Dvina (SS-4 Sandal), do Mikhail Yangel thiết kế. Ông cũng trở thành người chịu trách nhiệm thiết kế động cơ tên lửa cho tên lửa R-9 Desna (SS-8 Sasin) của Sergei Korolev. Trong số các thiết kế của ông có động cơ đẩy nhiên liệu lỏng RD-170 mạnh mẽ.
Năm 1965, sau khi phát triển tên lửa đẩy UR-500, Viện thiết kế Chelomei đã đưa ra thiết kế tên lửa đẩy UR-700 cạnh tranh với tên lửa đẩy N-1 của Korolev. Korolev đã phản đối việc sử dụng nhiên liệu tên lửa hypergolic do chúng độc hại, thảm họa Nedelin xảy ra năm 1960 là bằng chứng về mối nguy hiểm do chúng gây ra, và cũng phản đối thiết kế tên lửa đẩy UR-500 vì lý do tương tự.
Trong khi đó, Glushko là người ủng hộ cho thiết kế tên lửa đẩy UR-700 của Chelomei cũng như tên lửa UR-900 thậm chí còn mạnh hơn với tầng trên vận hành bằng năng lượng hạt nhân. Khi Korolev tiếp tục phản đối các thiết kế tên lửa sử dụng nhiên liệu hypergolic, Glushko lập luận phản bác rằng Mỹ đang phóng tàu vũ trụ Gemini có người lái bằng tên lửa đẩy Titan II với nhiên liệu tên lửa đẩy giống hệt. Ông cũng cho rằng tên lửa đẩy N-1 không phải là một giải pháp khả thi vì Liên Xô không thể chế tạo động cơ RP-1/LOX trên quy mô lớn như động cơ Saturn F-1. Korolev đề nghị phát triển động cơ nhiên liệu hydro lỏng cho N-1, nhưng Glushko cho rằng sẽ không thực tế nếu như sử dụng hydro lỏng làm nhiên liệu cho tên lửa.
Glushko cho rằng tên lửa đẩy UR-700 có thể bay thẳng theo quỹ đạo lên Mặt trăng mà ông cho là an toàn và đáng tin cậy hơn so với quỹ đạo tiếp cận điểm hẹn và dock ghép nối ở chương trình Apollo và chương trình N-1 của Korolev. Ông cũng tưởng tượng ra viễn cảnh sử dụng tên lửa đẩy UR-700/900 trong việc xây dựng từ các căn cứ trên Mặt Trăng đến các sứ mệnh phóng tàu vũ trụ có người lái lên sao Hỏa, các tàu thăm dò hành tinh cùng các trạm chiến đấu trên quỹ đạo.
Khi Korolev qua đời vào tháng 1 năm 1966, cấp phó của ông là Vasily Mishin tiếp quản phòng thiết kế OKB-1. Mishin đã thành công trong việc kiến nghị Điện Kremlin chấm dứt dự án tên lửa đẩy UR-700/900 cũng như động cơ RD-270 mà Glushko đã lên kế hoạch sử dụng cho tên lửa đẩy. Các lập luận chính của ông là rủi ro an toàn lớn gây ra nếu gặp sự cố khi phóng tên lửa UR-700 từ độ cao thấp cùng với sự lãng phí tiền bạc của việc phát triển hai dòng tên lửa đẩy siêu nặng HLV cùng một lúc.
Năm 1974, cuộc đổ bộ thành công lên Mặt trăng của người Mỹ đánh dấu thất bại trong chương trình đưa người lên mặt trăng của Liên Xô, cả sứ mệnh không người lái trên sao Hỏa và cái chết của 4 phi hành gia, Tổng bí thư Liên Xô Leonid Brezhnev quyết định hủy bỏ chương trình đưa người lên Mặt trăng. Ông củng cố các chương trình vũ trụ của Liên Xô, đặt phòng thiết kế OKB-1 của Vasily Mishin (trước đó Korolev đứng đầu phòng thiết kế OKB-1), cũng như các phòng thiết kế khác, vào một phòng thiết kế hợp nhất đứng đầu là Glushko, đặt tên NPO Energia. Việc làm đầu tiên của Glushko, sau khi sa thải Mishin năm 1973, là hủy bỏ dự án phát triển tên lửa đẩy N-1 (mặc dù dự án vẫn không hoàn toàn bị chấm dứt cho đến năm 1976), một chương trình tên lửa mà Glushko đã chỉ trích từ lâu, mặc dù thực tế là một trong những lý do dẫn đến khó khăn trong phát triển N-1 là do chính Glushko đã từ chối thiết kế động cơ công suất cao mà Korolev cần do bất đồng giữa hai nhà thiết kế về việc sử dụng nhiên liệu lỏng siêu lạnh hoặc nhiên liệu hypergolic. Thay vào N-1 ông bắt đầu phát triển loại tên lửa đẩy siêu nặng hoàn toàn mới là tên lửa đẩy Energia. Cũng trong thời gian này, Mỹ cũng đang phát triển tàu con thoi.
Energia là một tên lửa đẩy mới, sử dụng hoàn toàn là động cơ nhiên liệu lỏng, với tầng lõi là động cơ Hydro lỏng thay thế cho các động cơ chính của tàu con thoi, và động cơ đẩy nhiên liệu rắn của tàu con thoi thay bằng động cơ đẩy nhiên liệu lỏng sử dụng nhiên liệu LOX/RP-1 RD-170.
Trong khi động cơ RD-120 sử dụng cho tầng lõi của Energia được phát triển khá nhanh và không gặp gặp nhiều khó khăn, thì việc phát triển động cơ RD-170 lại khó khăn hơn. Do đó Glushko sử dụng động cơ có bốn buồng đốt với một đường cấp nhiên liệu tên lửa duy nhất. Động cơ RD-170 được thiết kế cho Energia sau này trở thành động cơ cho tên lửa đẩy Zenit phóng lần đầu năm 1985. Tàu con thoi Buran chưa sẵn sàng bay thử nên ở lần phóng thử đầu tiên của tên lửa Energia vào tháng 5/1987, tên lửa đẩy mang theo một mô đun trạm vũ trụ Polyus. Tàu con thoi Buran bay thử lần đầu vào mùa hè năm sau đó, ngay trước khi Glusko qua đời vài tháng.
Trong khi tên lửa đẩy Energia và tàu con thoi Buran không còn được tài trợ kinh phí phát triển sau khi Liên Xô sụp đổ, các động cơ RD-170 và các phiên bản của nó vẫn đang được sử dụng cho đến ngày nay và các kinh nghiệm về phát triển động cơ sử dụng nhiên liệu Hydro lỏng trong dự án tên lửa Energia đã được sử dụng trong tầng tên lửa đẩy Briz sử dụng trên tên lửa đẩy Proton-M và Angara-5 sau này.
Glushko qua đời vào tháng 1 năm 1989. Cáo phó của ông có chữ ký của nhiều nhà lãnh đạo Đảng Cộng sản Liên Xô, bao gồm cả Mikhail Gorbachev. Trước khi qua đời, ông đã chỉ định Boris Gubanov trở thành người thay ông lãnh đạo Viện Energia.
Nói về các thất bại về kỹ thuật quan trọng nhất của ông, như lời của trưởng bộ phận thiết kế Yuri Demyanko, là ông khăng khăng rằng nhiên liệu hydro lỏng không thích hợp để sử dụng làm nhiên liệu tên lửa. Do đó, chương trình tên lửa và chương trình chạy đua vào không gian của Liên Xô đã chậm hơn của Mỹ với tên lửa Saturn V. Phòng thiết kế của Glushko gặp thất bại trong việc chế tạo động cơ tên lửa chạy bằng Oxy lỏng/Dầu hỏa với buồng đốt lớn để cạnh tranh với động cơ F-1 của Mỹ sử dụng trên tên lửa đẩy Saturn V; dẫn đến sự thất bại trong việc phát triển tên lửa đẩy N-1, sử dụng các động cơ cỡ nhỏ sử dụng nhiên liệu Oxy lỏng/Dầu hỏa. Thay vào đó, giải pháp của ông là phát triển động cơ RD-270 với một buồng đốt lớn sử dụng nhiên liệu hypergolic (vốn là loại nhiên liệu độc hại mà Korolev luôn phản đối sử dụng) có lực đẩy gần như tương đương với động cơ F-1 trong khi có xung lực đẩy riêng cao hơn. RD-270 sử dụng khái niệm đốt nhiên liệu chu trình kín, theo giai đoạn, tiên tiến hơn thiết kế chu trình hở đơn giản của động cơ tên lửa F-1. Động cơ RD-270 đã mang lại cho Liên Xô một loại động cơ có lực đẩy lớn cần thiết để chế tạo tên lửa đẩy siêu nặng Energia, và đây cũng là đỉnh cao trong thiết kế của ông.

## Vinh danh

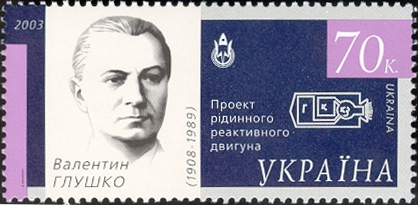
Stamp of Ukraine, 2003

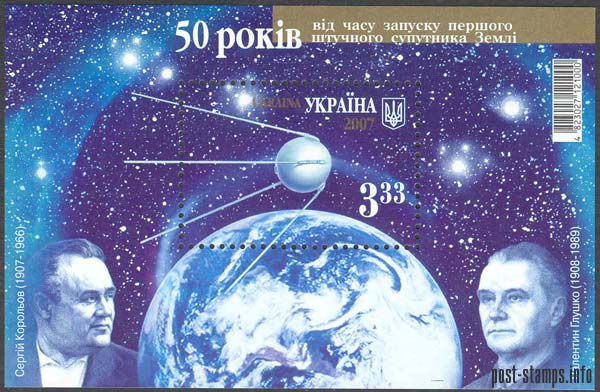
Valentin Glushko and Sergei Korolev on a 2007 Ukrainian stamp

- Anh hùng lao động xã hội chủ nghĩa Liên Xô, hai lần (1956, 1961)
- Huần chương Lenin, năm lần (1956, 1958, 1961, 1968, 1978)
- Huân chương Cách mạng Tháng Mười (1971)
- Huân chương lao động cờ đỏ (1945)
- Huân chương kỷ niệm 100 năm ngày sinh Lenin (1970)
- Huân chương kỷ niệm 30 năm chiến tranh vệ quốc (1975)
- Huân chương kỷ niệm 40 năm chiến tranh vệ quốc (1985)
- Huân chương vì lao động trong chiến tranh vệ quốc (1945)
- Huân chương lao động (1984)
- Huân chương kỷ niệm 800 năm thành lập Moscow (1948)
- Giải thưởng Lenin (1957)
- Giải thưởng Nhà nước Liên Xô (1967, 1984)
- Huân chương vàng. Viện khoa học Liên Xô mang tên Tsiolkovsky (1958)
- Công dân danh dự của thành phố Korolyov
- Tiểu hành tinh số 6357 được tìm thấy năm 1976 được đặt theo tên ông
- Một miệng hố va chạm trên Mặt trăng được đặt theo tên Glushko
- Một đại lộ tại thành phố Kiev được đặt tên là Glushko

## Link ngoài
- "Valentin Glushko biography". Encyclopedia Astronautica. Bản gốc lưu trữ ngày 30 tháng 8 năm 2006. Truy cập ngày 25 tháng 7 năm 2006.
- "Valentin Glushko bronze bust". 2odessa.com. Bản gốc lưu trữ ngày 28 tháng 2 năm 2011. Truy cập ngày 25 tháng 7 năm 2006. Monument to Glushko in Odessa, Ukraine
- Bản mẫu:FAG